# Juan Manuel Rodríguez
Pour les articles homonymes, voir Juan Rodriguez.
Juan Manuel Rodríguez (31 décembre 1771 – 1847) était un révolutionnaire salvadorien et plus tard président de l’État du Salvador au sein de la République fédérale d'Amérique centrale.

## Biographie
Il fut l’un des chefs des mouvements indépendantistes en 1811 et 1814 avec le père José Matías Delgado et Manuel José Arce. Il fut maire de San Salvador en 1814, élu au suffrage universel. À ce poste, il soutient le mouvement insurrectionnel du 24 janvier 1814. Il fut arrêté et condamné à six ans de prison, mais fut gracié en 1819.
En novembre 1821, il est nommé membre de l’organe directeur de la province du Salvador. En janvier suivant, il signa l’acte séparant le Salvador de l’ancien royaume du Guatemala, afin d’éviter l’incorporation dans l’Empire mexicain, que le Guatemala avait approuvé. Il a été chargé avec Arce et d’autres députés du congrès provincial de négocier à Washington D.C. pour l’admission du Salvador aux États-Unis. La chute de l’Empire mexicain en 1823 et l’indépendance de l’Amérique centrale mirent fin à cette initiative diplomatique.
Le 22 avril 1824, l’assemblée constituante élit Rodríguez chef de l’État, et le lendemain, il met en vigueur l’abolition de l’esclavage dans l’État (déclarée le 31 décembre 1823). Le gouvernement a également décrété la fondation du diocèse de San Salvador et a fait du père José Matías Delgado, héros du mouvement indépendantiste, le premier évêque.
En mai 1824, l’Assemblée nationale de l’État ordonna la publication de la nouvelle constitution et prêta serment. Rodríguez a convoqué des élections pour le chef de l’État, qui ont été remportées par Juan Vicente Villacorta, avec Mariano Prado comme vice-chef de l’État.
Après avoir soutenu le parti des fiebres pendant des années et avoir été secrétaire au Trésor, Rodríguez se retira dans la vie publique. Il passa ses dernières années à son hacienda « San Jerónimo », près de Cojutepeque. Il prit des ordres mineurs des franciscains et accomplit des œuvres charitables. Il mourut de cholera dans son hacienda en 1847.

## Source
- (en) Cet article est partiellement ou en totalité issu de l’article de Wikipédia en anglais intitulé « Juan Manuel Rodríguez » (voir la liste des auteurs).